# Gabriel Císcar
Gabriel Císcar y Císcar (Oliva, Valência, 17 de março de 1760 — Gibraltar, 12 de agosto de 1829) foi um matemático, oficial naval e político espanhol que se distinguiu no campo da cosmografia.

## Biografia
Gabriel Císcar foi o segundo filho varão de Pedro Císcar Fernández de Mesa e de sua esposa Rosa Císcar Pascual, uma família de fidalgos, sendo sobrinho do conhecido jurista e historiador Gregorio Mayans y Císcar.
Após concluir os seus estudos de Filosofia e Humanidades na Universidade de Valência e de ter atingido o posto de primeiro-tenente (teniente de fragata) na Armada Espanhola, foi nomeado para dirigir a cátedra de matemáticas da Escuela de Guardiamarinas de Cartagena, em Cartagena, dedicando-se por inteiro ao ensino e à investigação. Publicou vários trabalhos do seu campo, bem como de náutica, sem contudo descuidar o ambiente literário de Cartagena, publicando também obras de literatura.
Casou com Ana Agustina Berenguer de Marquina y Ansoátegui, filha do vice-rei de Nueva España, Félix Berenguer de Marquina.
O grande prestígio de Císcar levou a que 1788 fosse nomeado para o cargo de director da Escola de Guarda-Marinhas de Cartagena.
Císcar também presidiu à comissão espanhola, na qual estava também Agustín de Pedrayes, que em 1798 colaborou em Paris no estabelecimento do sistema métrico decimal.
Os acontecimentos de 1808 obrigaram-no a abandonar a vida escolar e a passar à actividade política. Foi membro da Junta Central entre 1808 e 1810 durante a Guerra da Independência contra França, sendo governador civil e militar de Cartagena. Mais tarde participou nas acções da Segunda Regência estabelecida entre 1811 e 1812 pelas Cortes de Cádiz, em conjunto com Joaquín Blake e Pedro Agar y Bustillo.
Com o regresso de Fernando VII em 1814, apesar da sua defesa da causa real, foi encarcerado pelos seus ideais liberais e desterrado para Oliva, a sua terra natal. Não foi reabilitado até ao Triénio liberal, altura em que foi promovido a tenente-general (1820), ocupando em 1823 o cargo de regente.
O triunfo da restauração absolutista de Fernando VII, ajudado pelas monarquias europeias que enviaram os chamados Cem Mil Filhos de São Luís, obrigaram à sua fuga e exílio em Gibraltar, localidade onde faleceu seis anos depois, vivendo de uma pensão outorgada pelo britânico duque de Wellington.

## Obra
É considerado como o matemático espanhol mais destacado da sua época, autor de várias obras data especialidade, de temas navais e até literários, como é o caso da obra intitulada Poema físico-astronómico (1828). entre outras obras, publicou as seguintes: 
- Tratado de cosmografía para la instrucción de los Guardias Marinas (1796).
- Tratado de trigonometría esférica para la instrucción de los Guardias Marinas (1796)
- Memoria elemental sobre los nuevos pesos y medidas fundados en la naturaleza (1800);
- Apuntes sobre medidas, pesos y monedas, que pueden considerarse como una segunda parte de la Memoria Elemental.
- Curso de Estudios Elementales de Marina, Tomo I, que contiene el "Tratado de Aritmética", y el Tomo II, que contiene el "Tratado de Geometría".;